# Antenor Martins Neiva
Antenor Martins Neiva, ou Antenor Neiva, (Picos, 4 de junho de 1898 – Picos, 29 de novembro de 1975) foi um médico e político brasileiro, outrora deputado estadual pelo Piauí.

## Dados biográficos
Filho de Raimundo de Carvalho Neiva e Maria Martins Neiva. Médico formado pela Faculdade de Medicina da Bahia em 1926, elegeu-se prefeito de Picos em 1928, mas teve o mandato extinto pela Revolução de 1930 através do interventor Humberto de Arêa Leão, retornando ao cargo por três meses a partir de dezembro de 1945, sob a interventoria de Benedito Martins Napoleão do Rego.
Eleito deputado estadual pela UDN em 1947, reelegeu-se deputado estadual em 1950, mas no pleito seguinte amargou uma suplência. Patrono da cadeira 11 da Academia de Letras da Região de Picos, fundada em 22 de outubro de 1989.